# Дефолт
Дефо́лт (англ. default — невыполнение обязательств) — невыполнение договора займа, то есть неоплата своевременно процентов или основного долга по долговым обязательствам или по условиям договора о выпуске облигационного займа.
Дефолт может объявляться как компаниями, частными лицами, так и государствами, неспособными обслуживать все или часть своих обязательств. Технический дефолт (один из видов дефолта) объявляет кредитор заёмщику.
Корпоративный дефолт является важным понятием корпоративного права, являясь, с одной стороны, защитным механизмом для компании, испытывающей временные финансовые трудности (защита от враждебного поглощения, защита от рейдерского захвата и так далее), а с другой — защищает кредиторов от невыполнения компанией обязательств по займам.
Есть два принципиально разных вида дефолта: обычный дефолт (банкротство) и технический дефолт.
Обычный дефолт обозначает невозможность выполнения заемщиком своих обязательств. Это означает банкротство заемщика. Если это компания, то назначается арбитражный управляющий, который определяет дальнейшие шаги (продажа компании целиком, продажа компании по частям и так далее). Если дефолт объявляет физическое лицо, то назначается финансовый управляющий, который так же определяет дальнейшие действия относительно имущества гражданина. Если дефолт объявляет физическое или юридическое лицо, действия по отношению к такому заемщику после объявления дефолта регулируются национальным законодательством. Если дефолт объявляет государство, то долги и споры подлежат урегулированию на международном уровне.

### Технический дефолт
Технический дефолт возникает вопреки воле эмитента (заёмщика) из-за отсутствия возможностей для оплаты, в дальнейшем прецедент подлежит урегулированию в соответствии с соглашением сторон. Технический дефолт — это ситуация, когда заёмщик не выполняет условия договора займа, но физически он этот договор может выполнить в будущем. Невыполнение условий договора может подразумевать как отказ платить проценты или основную часть долга, так и отказ предоставить необходимые документы (например годовой отчёт) или любое другое нарушение пункта договора займа. Дефолт может объявить не только сам заёмщик, но и кредитор по факту не выплаты согласно графику платежей по любой причине. Дефолт не влечёт за собой ни полную, ни частичную аннуляцию долга. Дальнейшая судьба заёмщика и кредитора зависит от причин дефолта и возможностей урегулирования долга в будущем на основе законодательства в стране. Довольно часто технический дефолт приводит к банкротству заёмщика.
В истории государственные и корпоративные дефолты случались довольно часто. Многие правительства и гранды мирового бизнеса когда-то были в состоянии технического дефолта, например, дефолты США в 1933 и 1971 годах.
Последствия суверенных дефолтов могут иметь широкие масштабы: спад в экономике, усиление инфляции и девальвации национальной валюты. Примеры суверенных дефолтов: российский дефолт 1998 года (только по внутренним долгам), аргентинский дефолт 2001 года, дефолт в Мексике в 1982 году, в Уругвае в 2003 году, в Северной Корее в 1987 году, в Шри-Ланке в 2022 году. 1 июля 2015 года Греция допустила технический дефолт.
По мнению британской корпорации BBC,  27 июня 2022 года первый с 1918 года дефолт по внешним финансовым обязательствам допустила Россия.